# USS Nevada (BB-36)
O USS Nevada foi um couraçado operado pela Marinha dos Estados Unidos e a primeira embarcação da Classe Nevada, seguido pelo USS Oklahoma. Sua construção começou em novembro de 1912 pelos estaleiros da Bethlehem Shipbuilding na cidade de Quincy, em Massachusetts, e foi lançado ao mar em julho de 1914, sendo comissionado na frota norte-americana em março de 1916. Era armado com uma bateria principal composta por dez canhões de 356 milímetros montados em duas torres de artilharia triplas e duas torres duplas, tinha um deslocamento carregado de quase 29 mil toneladas e conseguia alcançar uma velocidade máxima de 20,5 nós (38 quilômetros por hora).
O Nevada foi enviado para o Reino Unido durante os últimos meses da Primeira Guerra Mundial com o objetivo de reforçar a Grande Frota britânica, mas nunca entrou em combate. Voltou para casa e passou o período entreguerras ocupando-se principalmente de exercícios de rotina com o resto da frota. O navio passou por uma modernização entre 1927 e 1930 que reformulou seu armamento, adicionou protuberâncias antitorpedo e substituiu suas caldeiras, entre outras modificações. Ele estava presente em 7 de dezembro de 1941 durante o Ataque a Pearl Harbor, conseguindo navegar e deixar seu ancoradouro mas sendo torpedeado e bombardeado várias vezes, ficando seriamente danificado.
O couraçado foi recuperado e modernizado, retornando ao serviço em outubro de 1942. Participou brevemente da Campanha das Ilhas Aleutas em 1943 e pelo ano seguinte escoltou comboios no Oceano Atlântico. Atuou em ações de bombardeio litorâneo em junho de 1944 durante a invasão da Normandia e depois em na invasão do Sul da França. O Nevada depois foi transferido para a Guerra do Pacífico e participou das Batalhas de Iwo Jima e Okinawa em 1945. Após o fim da guerra foi usado nos testes nucleares da Operação Crossroads, ficando seriamente danificado e radioativo. Foi descomissionado em agosto de 1946 e depois afundado como alvo de tiro em 31 de julho de 1948.

## Tecnologia
Lançado em 1914, o Nevada foi um avanço na tecnologia dreadnought; quatro de suas novas características seriam incluídas em quase todos os subsequentes navios da marinha americana: torres com três canhões, armamento antiaéreo, óleo no lugar de carvão para combustível, e o principio do “tudo ou nada” com relação à blindagem.

## Operações

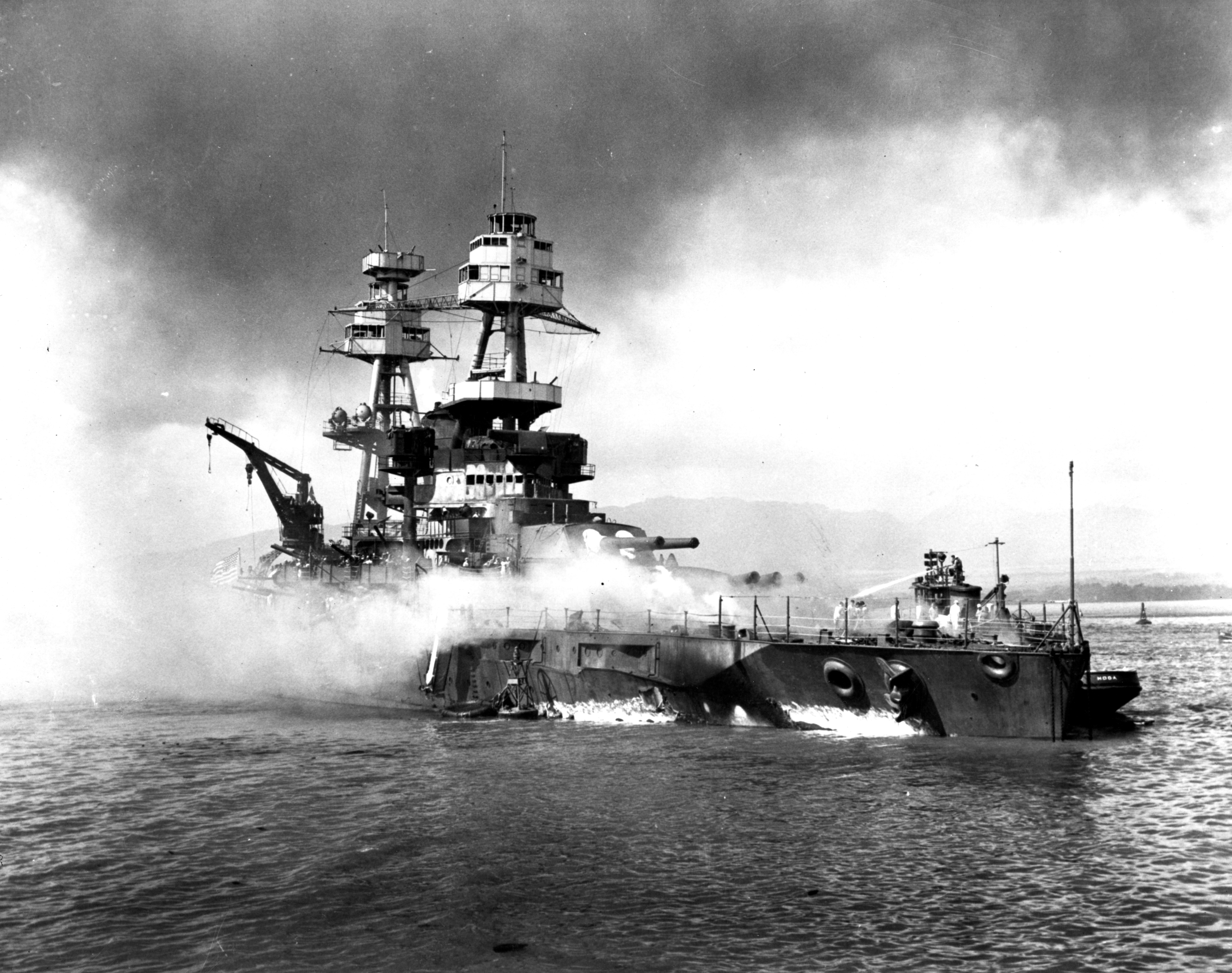
O Nevada após o ataque a Pearl Harbor em 7 de dezembro de 1941.

Nevada serviu em ambas as duas guerras mundiais: durante poucos meses da Primeira Guerra Mundial, ele estava baseado em Bentry Bay, Irlanda, para proteger os comboios de suprimentos que estavam navegando para o Reino Unido. Na Segunda Guerra Mundial, ele foi um dos navios pegos no ataque japonês à Pearl Harbor. Ele era o único couraçado a navegar durante o ataque, fazendo dele “o único ponto brilhante numa manhã sombria e depressiva”. Ele foi atingido por um torpedo e pelo menos seis bombas enquanto saía da área do ataque, forçando-o a encalhar. Subsequentemente recuperado e modernizado em Puget Sound Navy Yard, o Nevada serviu como escolta de comboio no atlântico e como apoio em quatro assaltos anfíbios: na invasão do Dia D na Normandia, no sul da França, em Iwo Jima e Okinawa.

## Pós-guerra

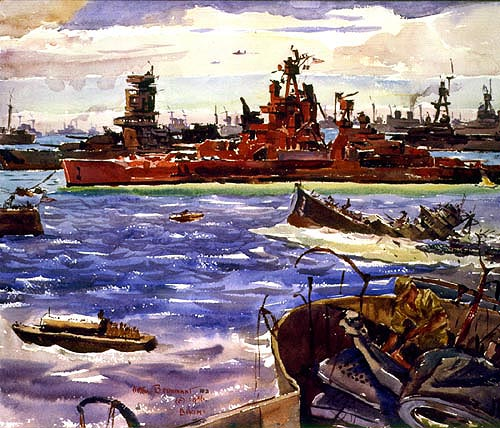
Write a short caption describing how this image is relevant to both the USS Nevada (BB-36) article and its Pós-guerra section

te fim da Segunda Guerra Mundial, a marinha decidiu que o Nevada era muito velho para ser retido, então eles designaram-no para ser um navio alvo nos experimentos atômicos que estavam acontecendo no Atol de Bikini em julho de 1946 na Operação Crossroads. Após ser atingido por duas bombas atômicas, ele ainda flutuava, mas com pesados danos e radioativo. Ele foi descomissionado  em 29 de agosto de 1946 e afundado durante praticas de tiro naval em 31 de julho de 1948.
Em 2020 num projeto da SEARCH, uma empresa arqueológica privada, e da empresa de robótica marinha Ocean Infinity, usando veículos subaquáticos autónomos, os investigadores conseguiu identificar o naufrágio a uma profundidade de mais de 4.700 metros e capturar imagens do local.